# Chavornay (Franciaország)
Chavornay korábbi község (település) Franciaországban, Ain megyében. 2019. január 1-jén Brénaz, Lochieu és Virieu-le-Petit községgel egyesült és Arvière-en-Valromey új község része lett. 
Lakosainak száma 226 fő (2018. január 1.). Chavornay Béon, Culoz, Talissieu, Vieu, Virieu-le-Petit és Ameyzieu községekkel határos.

## Népesség
A település népességének változása:
| Lakosok száma | 138  | 131  | 175  | 174  | 176  | 209  | 217  | 220  | 225  | 226  |
|               | 1968 | 1975 | 1990 | 1999 | 2006 | 2011 | 2013 | 2015 | 2017 | 2018 |